# Fanwood
Fanwood es una ciudad en el Condado de Union, Nueva Jersey, Estados Unidos.
A partir del censo de 2010, la población del municipio era de 7.318, lo que refleja un aumento de 144 (+ 2.0%) de los 7.174 contados en el censo de 2000, que a su vez aumentó en 59 (+ 0.8%) de los 7.115 contados en el censo de 1990.
Fanwood fue incorporado como municipio por un acto de la Legislatura de Nueva Jersey el 2 de octubre de 1895, de partes del municipio de Fanwood (ahora conocido como Scotch Plains), basado en los resultados de un referéndum celebrado el día anterior. El municipio fue nombrado por Fannie Wood, un autor.

## Demografía
Según la Oficina del Censo en 2000 los ingresos medios por hogar en la localidad eran de $85,233 y los ingresos medios por familia eran $99,232. Los hombres tenían unos ingresos medios de $65,519 frente a los $40,921 para las mujeres. La renta per cápita para la localidad era de $34,804. Alrededor del 3.4% de la población estaba por debajo del umbral de pobreza.